# Gmina Lee (hrabstwo Buena Vista)

Położenie Gminy Lee w hrabstwie Buena Vista

Gmina Lee (ang. Lee Township) – gmina w USA, w stanie Iowa, w hrabstwie Buena Vista. Według danych z 2000 roku gmina miała 272 mieszkańców.